# Wittebroodskind

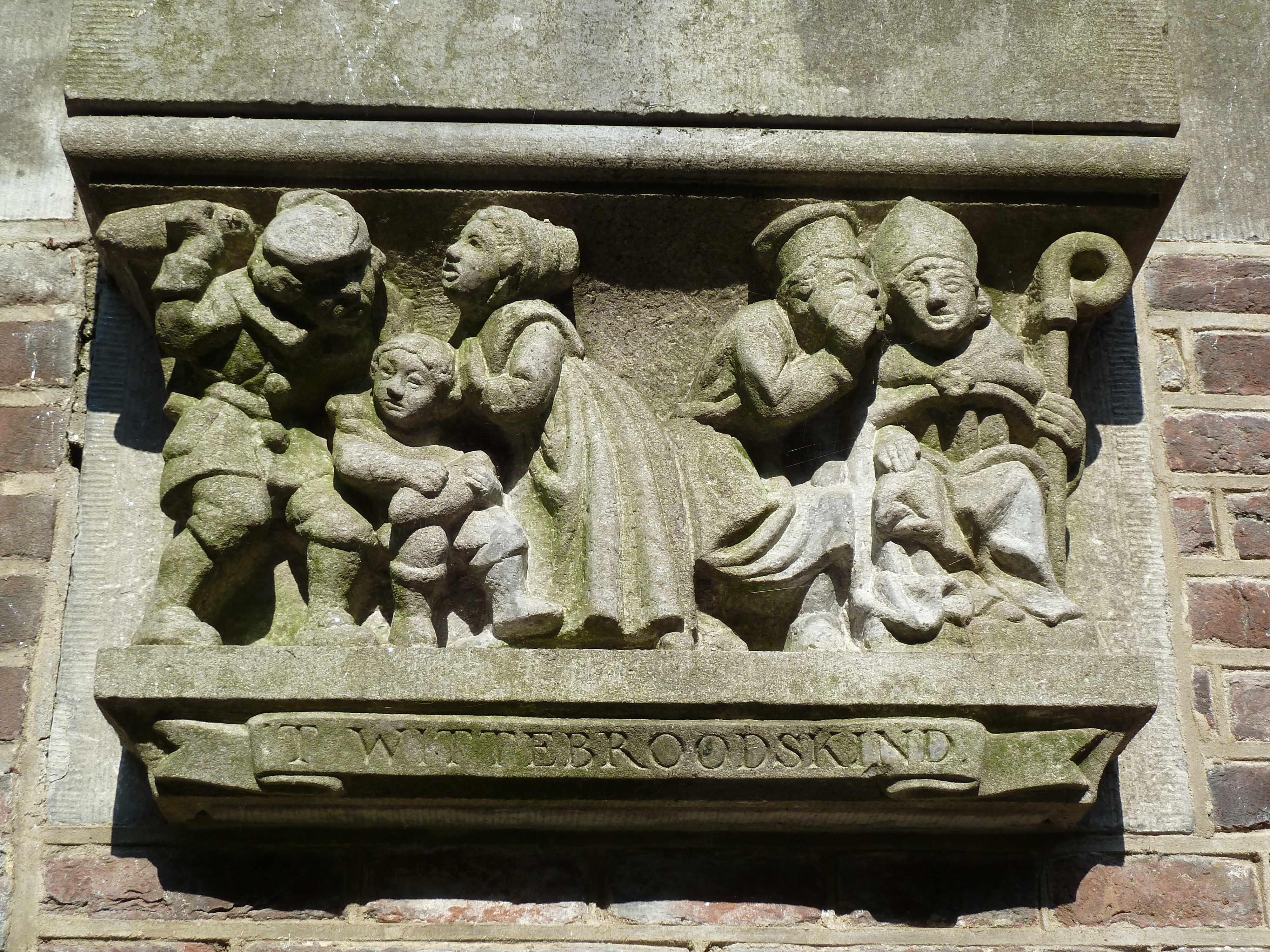
Het Wittebroodskind uitgebeeld in een lantaarnconsole in Utrecht aan de werf van de Lichte Gaard.

Het Wittebroodskind is een hoofdpersonage uit volksverhalen die gaan over de bouwgeschiedenis van de Mariakerk in Utrecht. De sage over het Wittebroodskind werd voor het eerst opgetekend in de middeleeuwen. Diverse varianten van het volksverhaal, alsook lokale gebouwen, verwijzen naar het Wittebroodskind. Deze beperken zich niet uitsluitend tot Utrecht maar spelen ook in andere plaatsen met hun lokale situatie. Met name het funderen op runderhuiden keert daarin regelmatig terug.
Een wittebroodskind is daarnaast ook een uitdrukking voor een verwend kind.

## Utrechtse volksverhalen
Johannes de Beke, die vermoedelijk een geestelijke in het klooster van Egmond was, schreef in de middeleeuwen een kroniek die onder meer gaat over de geschiedenis van de Utrechtse bisschoppen. In die kroniek schreef hij een verhaal over de bouwgeschiedenis van de Mariakerk. In een sage zwol het verhaal aan dat het de Utrechtse bisschop Koenraad maar niet lukte de Mariakerk te laten bouwen omdat de fundering telkens niet standhield door drassige grond en opwellend water. Een Friese bouwmeester wist een oplossing hiervoor. Hij hield zijn bouwplan echter geheim tot de bisschop hem eerst een grote som zilver zou betalen. De gierige bisschop kocht daarop voor minder geld de zoon van de bouwmeester om en vernam zodoende dat de bouwmeester het plan had de fundering op ossenhuiden te bouwen. De bisschop kon de kerk eindelijk laten bouwen. Echter op een zekere dag in 1099 werd Koenraad na het lezen van de mis door de wraakzuchtige bouwmeester in de tuin doodgestoken.
In een andere variant kreeg de bisschop via de bakker het dochtertje van de bouwmeester zover het geheim van de fundering te verklappen. Toen de bouwmeester erachter kwam sloeg hij daarop met een wittebrood van de bakker zijn kind dood. Op de Utrechtse Oudegracht heette de winkel van de bakker nog eeuwenlang 't Wittebrootskint. Een gevelsteen daar en een lantaarnpaalconsole ter hoogte van de Lichte Gaard herinneren er nog aan.

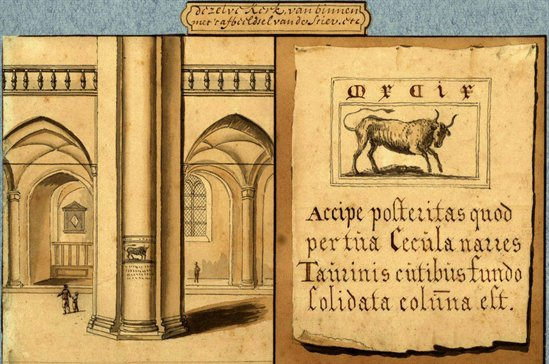
Tekening uit omstreeks 1720 die de stier in een reliëf op de zuil in de Mariakerk laat zien met bijbehorende tekst

Op een zuil in de Mariakerk was daadwerkelijk een afbeelding van een stier aangebracht met het jaartal 1099. Eronder stond (vertaald uit het Latijn) de tekst:
| Nakomeling, verhaal eeuw in, eeuw uit: Deze zuil staat hier gevest op stierenhuid |

Bij de afbraak van de kerk rond 1815 heeft men nog (tevergeefs) naar de fundering van ossenhuiden gezocht. Na deze zoektocht werd een hardstenen plaat gemaakt die op de Mariaplaats werd aangebracht. Het versje erop luidde:
| Op Ossenvel was Ik gesticht Zoo als de oudheid hier bericht Maar toen men mij in deeze tijde De oude standplaats eens ontzeide Toen stond ik op een grond van klei Op geene Wel, noch Ossenhuiden Zoo als het opschrift wil beduiden En dus 't verhaal een Fabel zej |

Ook deed het verhaal de ronde dat sommigen als ze hun oor te luister legden tegen een zuil van de Mariakerk, het ruisen van het water of het gehuil van het Wittebroodskind hoorden.

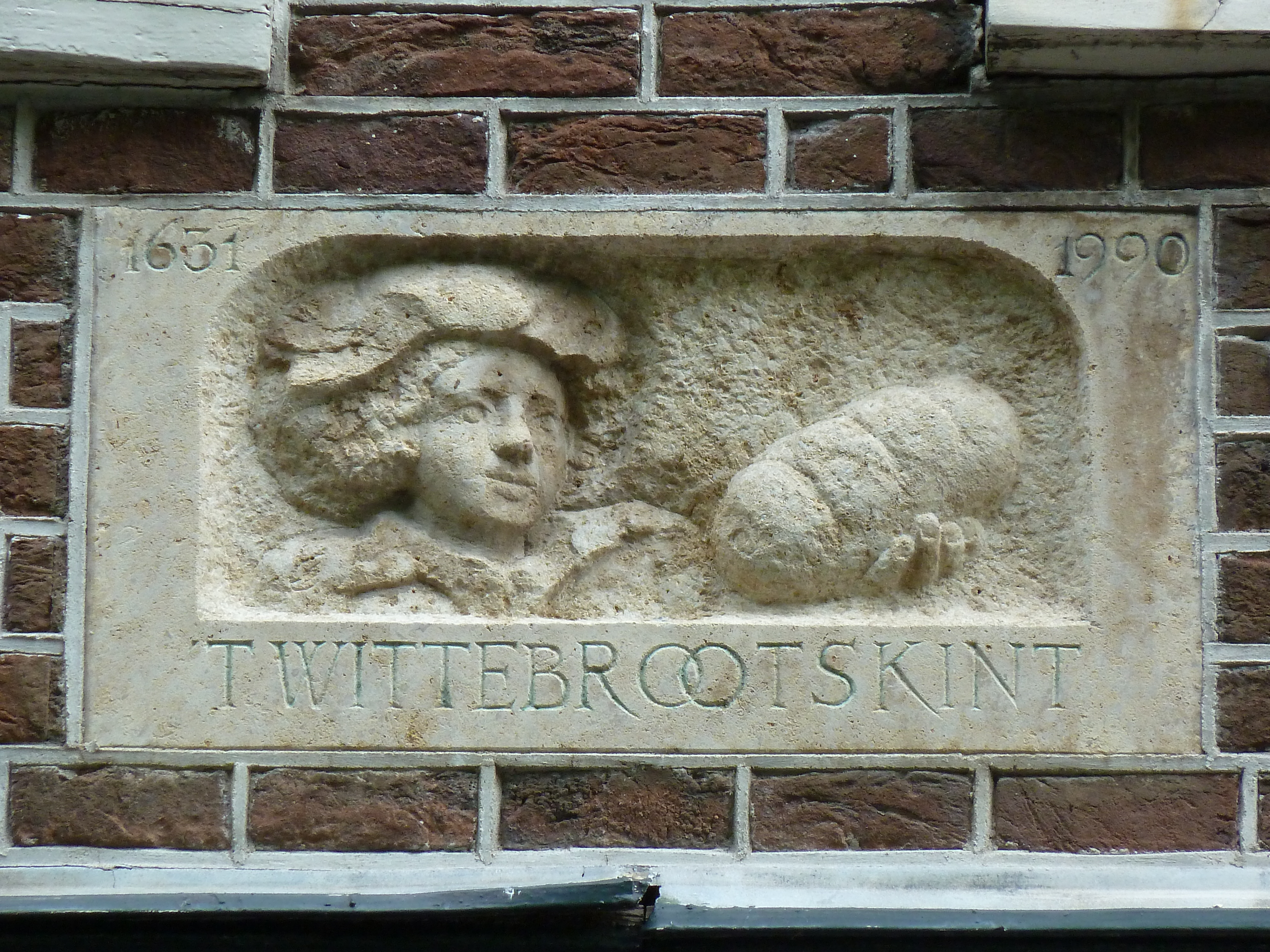
Gevelsteen van 't Wittebrootskint aan de Oudegracht 276
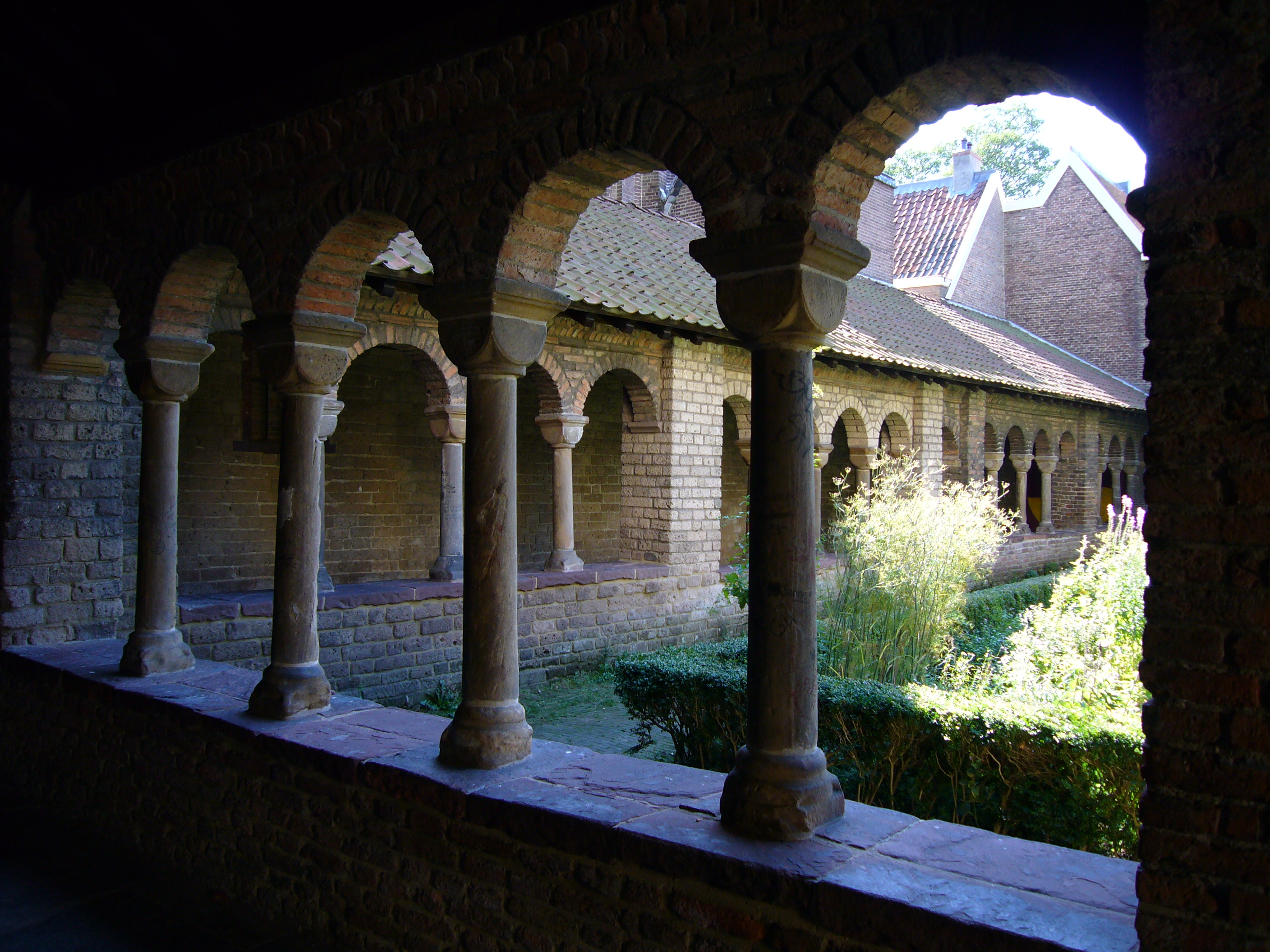
Mariakerk: overgebleven deel van de kloostergang
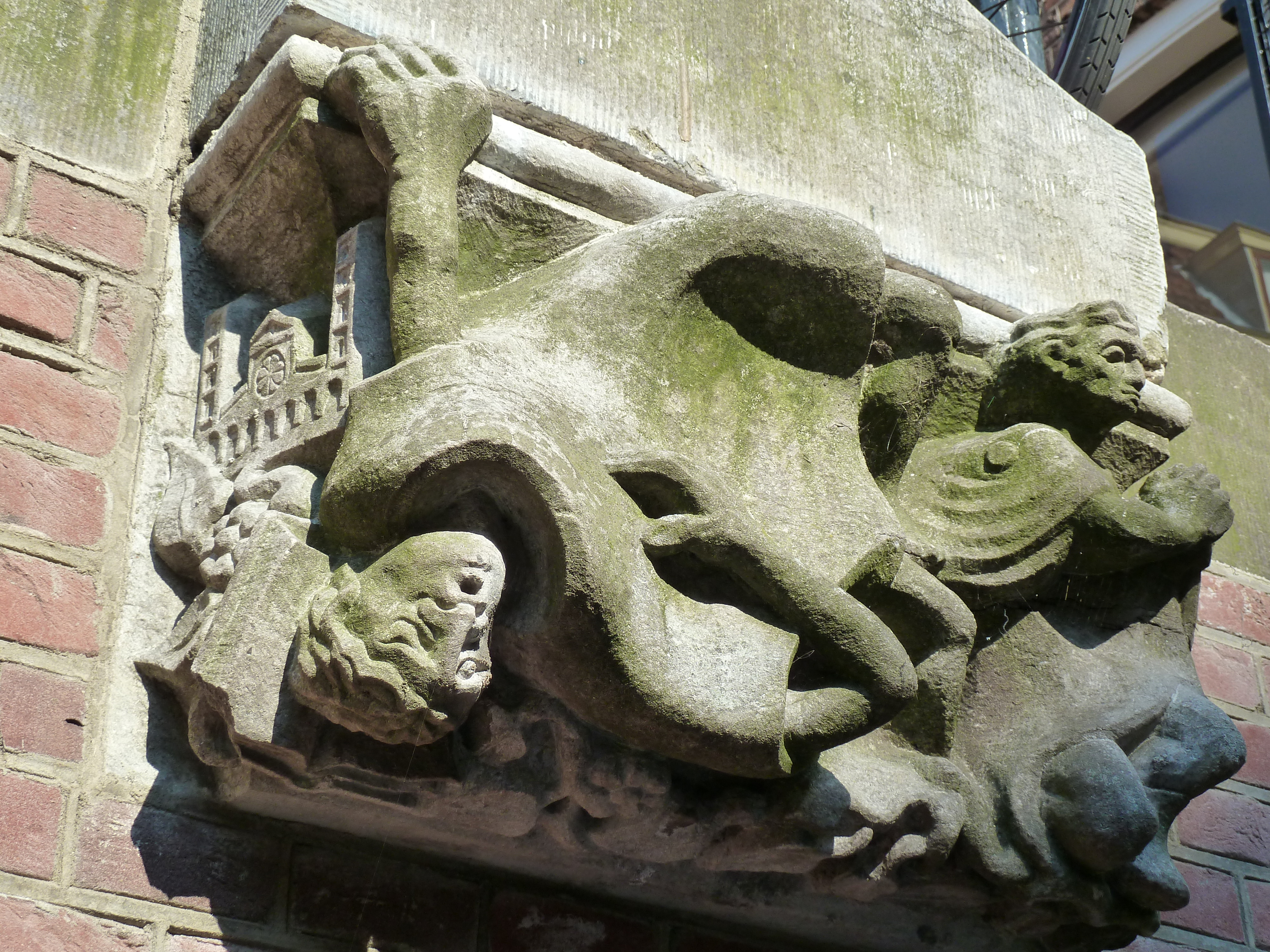
De moord op de bisschop uitgebeeld op een lantaarnconsole
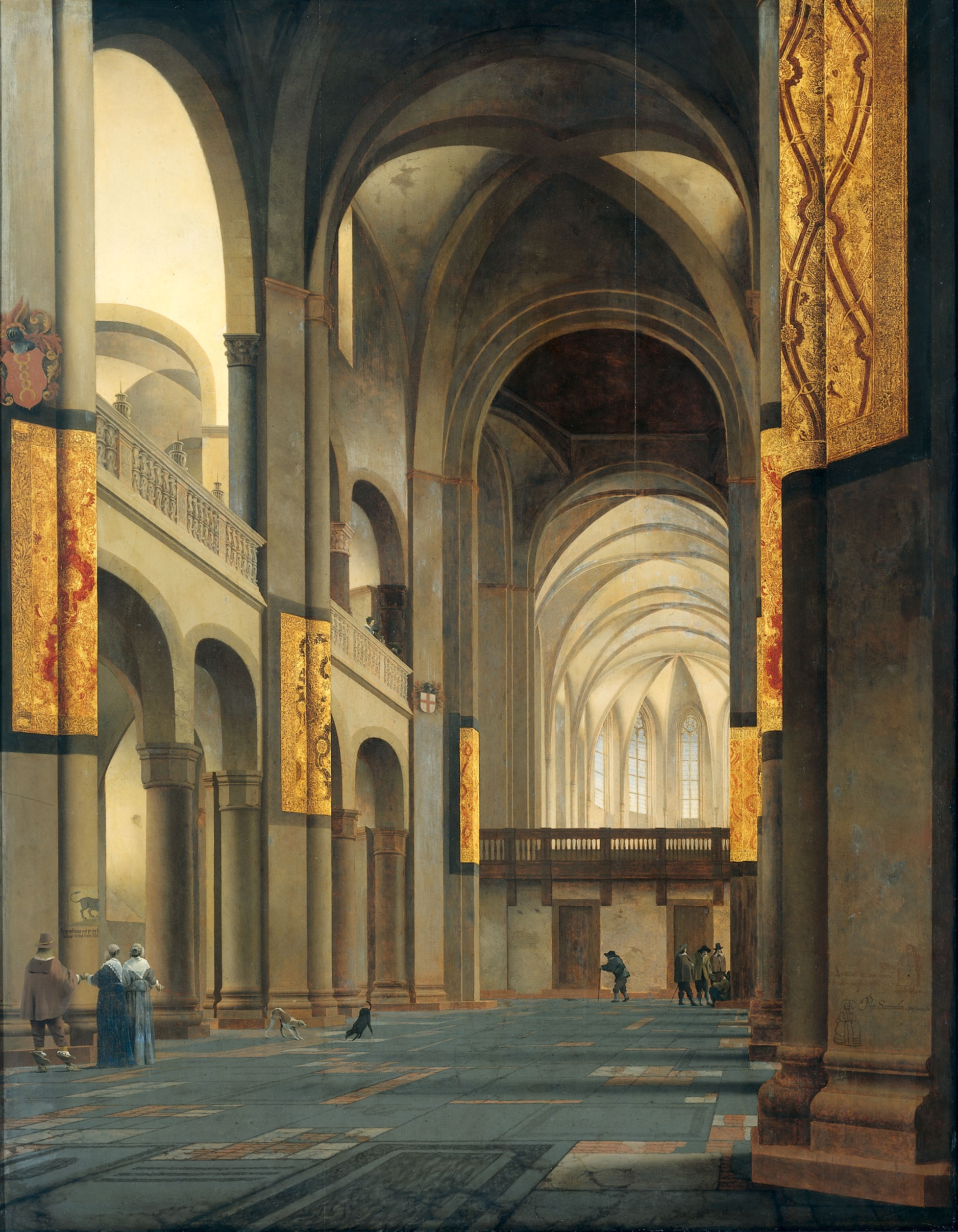
Schilderij van Pieter Jansz. Saenredam uit 1641 met het interieur van de Mariakerk. Linksonder wordt de zuil met de stier bezichtigd